# Viranşehir
Viranşehir è una città della Turchia, situata nella provincia di Şanlıurfa della regione dell'Anatolia Sud Orientale.
In antichità, la città era conosciuta dai Romani e dai Bizantini con il nome di Costantina, ma era chiamata dai locali in lingua siriaca Tella. Fu sede di un'importante comunità cristiana, che diede i natali a Giacomo Baradeo, vescovo di Edessa e fondatore della Chiesa ortodossa siriaca.